# Les deux avares
Les deux avares (deutsche Titel: Die beiden Geizigen oder Ein Risiko geht jeder ein) ist eine Opéra-comique (Originalbezeichnung: „Comédie bouffon“) in zwei Akten des französischen Komponisten André-Ernest-Modeste Grétry. Das Libretto stammt von Charles-Georges Fenouillot de Falbaire de Quingey. Die Uraufführung der Erstfassung fand am 27. Oktober 1770 im Schloss Fontainebleau statt. Das Werk bzw. die Erstauflage der Partitur war dem Herzog von Aumont gewidmet.

## Handlung

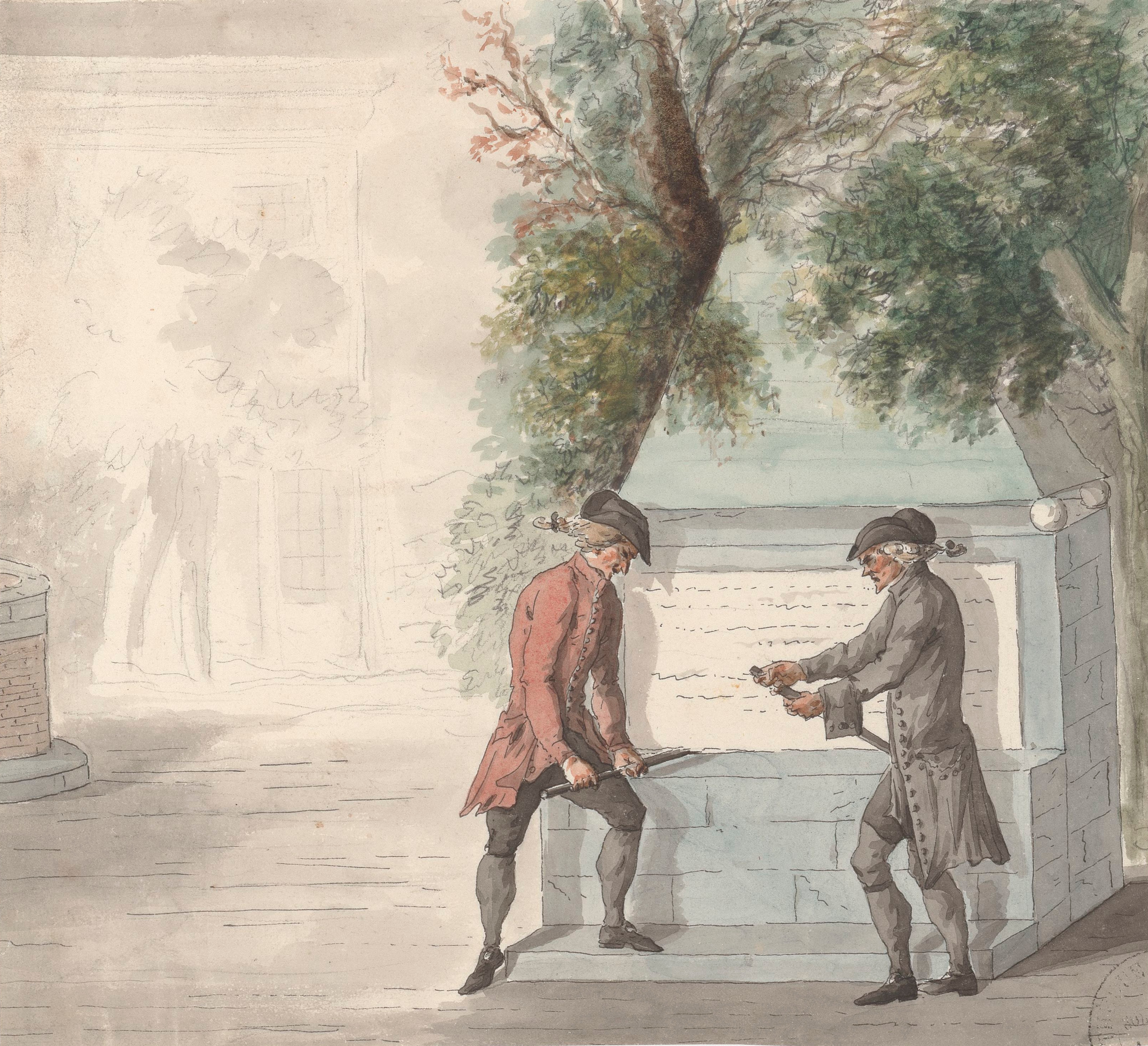
Zweiter Akt, Szene 3

Der Spekulant Martin und der zwielichtige Bankier Gripon sind zwei geldgierige Schurken, die sich zusammengefunden haben, um in der Pyramide von Smyrna einen Schatz zu suchen. Nach einiger Suche erklärt Martin seinem Partner, dass es in der Pyramide keine Schätze gibt. Gripon schenkt ihm aber keinen Glauben. Stattdessen ist er der Meinung, Martin wolle ihn betrügen. Daher sperrt er Martin in der Pyramide ein. Aber auch er kommt nicht weit, weil er sich vor vorbeikommenden Janitscharen verstecken muss. In seinem Versteck, einem Brunnen, bleibt auch er eingeschlossen und kann sich nicht selbst befreien.
Gleichzeitig verlieben sich Henriette, Gripons Nichte, und Jérôme, Martins Neffe, ineinander. Um ihr Glück zu verwirklichen, müssen beide Martin und Gripon entfliehen. Diese wollen die Ehe der beiden verhindern. Außerdem haben die beiden Schurken deren Geld gestohlen. Auf der Flucht finden die beiden Gripon und Martin und befreien sie aus ihrer misslichen Lage. Als Gegenleistung müssen diese der Ehe der beiden zustimmen. Am Ende findet Gripon heraus, dass er tatsächlich betrogen wurde, und ausgerechnet er, der betrogene Betrüger, kommt zu dem Schluss, dass es auf der Welt keine Ehrlichkeit mehr gibt. (Es gibt in den Quellen leicht variierte Versionen des Inhalts, doch sie laufen letztlich auf die obige Version hinaus.)

## Weitere Anmerkungen
Das Orchester der Oper besteht aus zwei Flöten, zwei Oboen, zwei Klarinetten, zwei Fagotten, zwei Hörnern, Mandoline und Streichern.
Die Solisten der Uraufführung am 27. Oktober 1770 waren Jean-Louis Laruette (Gripon), Joseph „Giuseppe“ Caillot (Martin), Marie-Thérèse Laruette-Villette (Henriette), Jean-Baptiste Guignard „Clairval“ (Jérôme), Bérard (Madelon), Touvoix (Mustapha), Veronèze (Kadi von Smyrna) und Desbrosses (Konsul von Frankreich). Die Oper gehörte noch zum Rahmenprogramm der Hochzeitsfeierlichkeiten des Dauphins mit Marie Antoinette, die sich durch das ganze Jahr 1770 hinzogen. Bis 1773 wurde sie zwei Mal revidiert. Somit entstanden insgesamt drei Fassungen. Die Musik von fünf Nummern der Erstfassung ist nicht erhalten. Von dieser Oper gibt es auch eine deutschsprachige Bearbeitung von Herbert Trantow mit dem Titel Ein Risiko geht jeder ein. Das Werk wurde zunächst reserviert aufgenommen. Im Verlauf des 19. Jahrhunderts kehrte es aber immer wieder auf die Spielpläne zurück. Auch im 20. Jahrhundert gab es noch vereinzelte Aufführungen wie in Moskau (1909), Kassel (1926), Genf (1932), Versailles (1939) und Genua (1975). Damit gehört es, gemessen an der Zahl der Aufführungen, zu den erfolgreichsten Werken des Komponisten.

Handschild mit Motiv und Texten der Oper, 1770
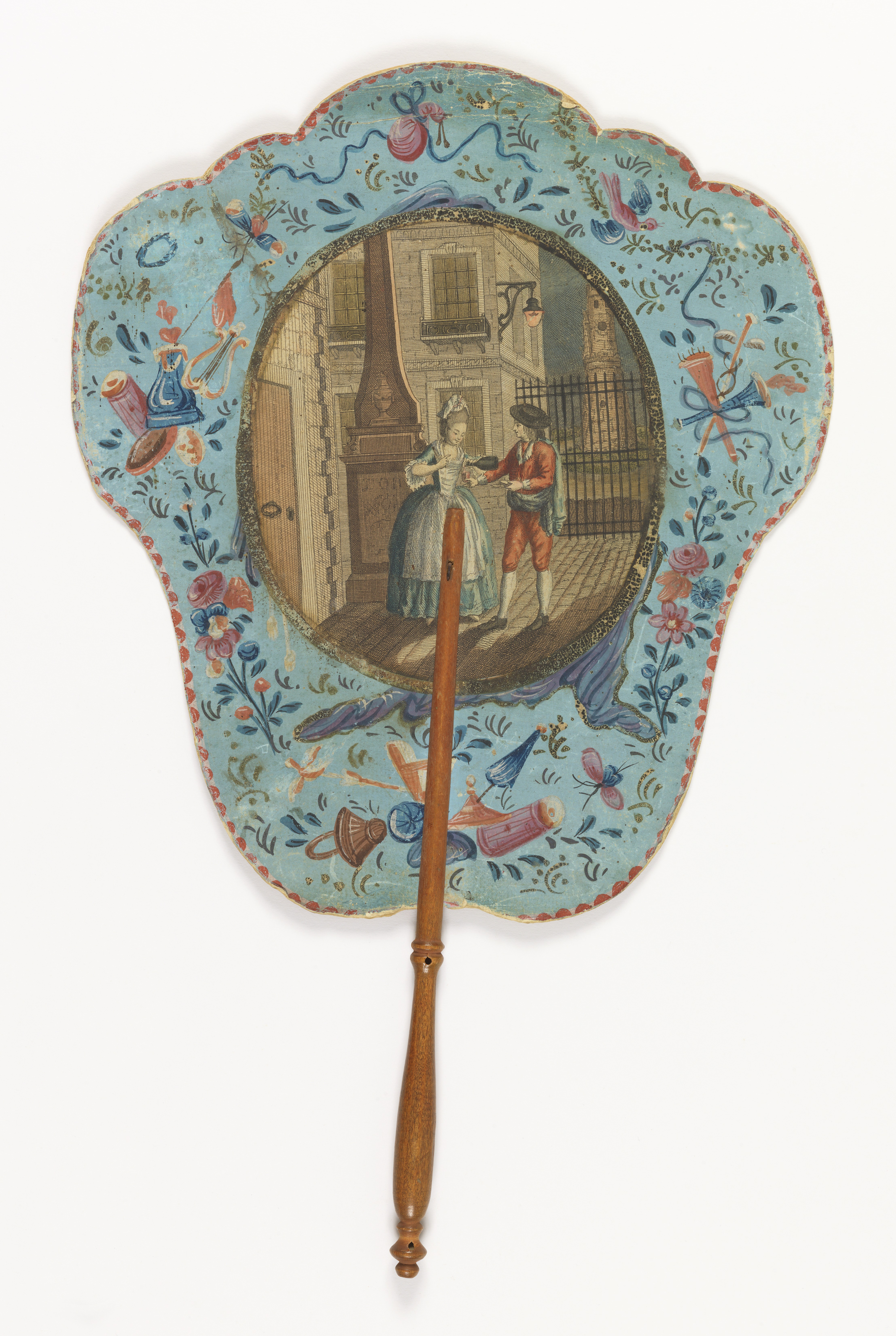
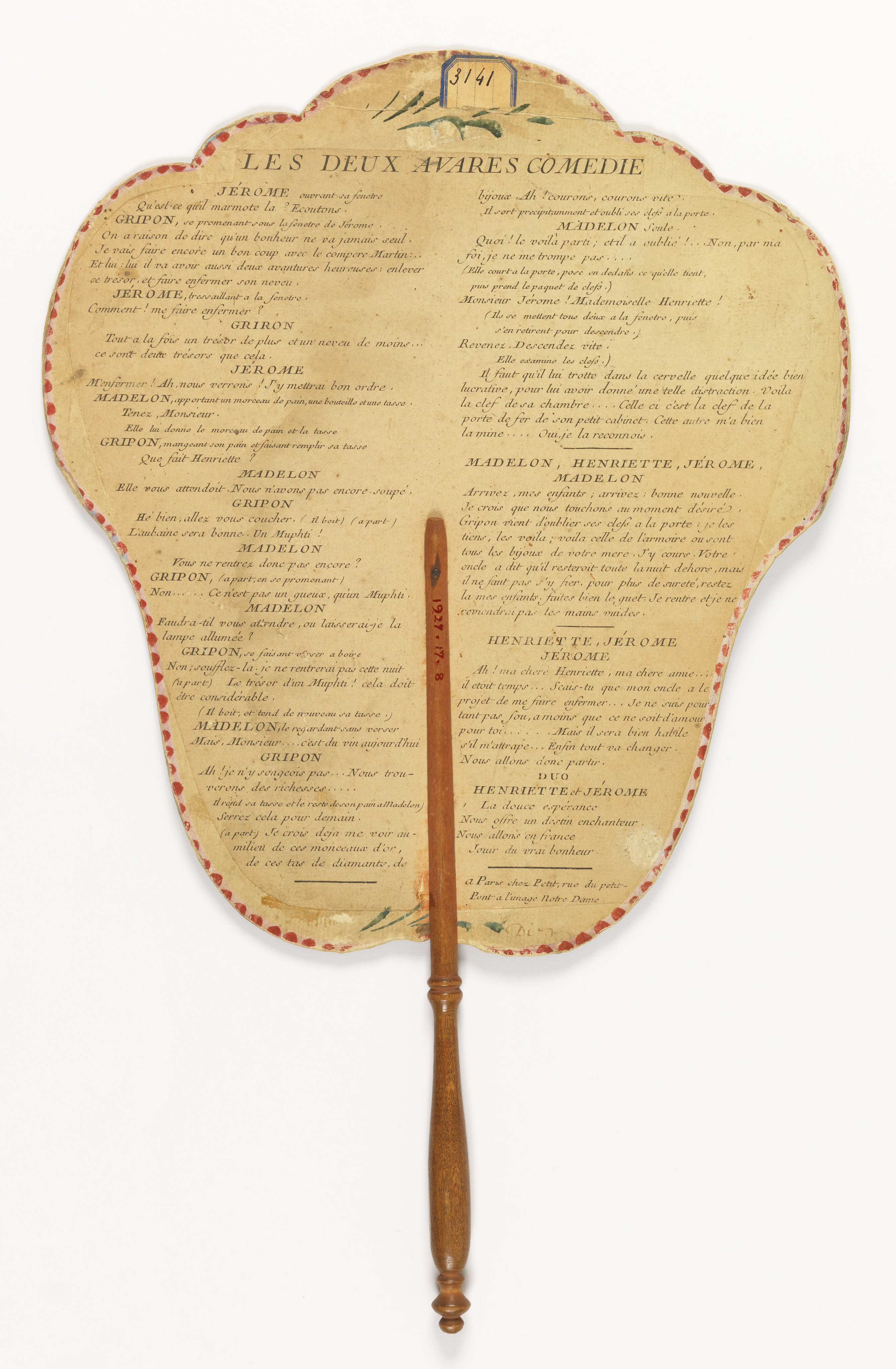

## Digitalisate
- Les deux avares: Noten und Audiodateien im International Music Score Library Project
- Libretto (französisch), Paris 1770. Digitalisat bei Google Books
- Die beiden Geizigen. Libretto (deutsch), Frankfurt 1771. Digitalisat der Library of Congress
- Johann Franz Xaver Starck: Bearbeitung einiger Stücke der Oper für Cembalo. Digitalisate im Répertoire International des Sources Musicales